# Joseph Surasarang
Joseph Sangval Surasarang (ur. 25 sierpnia 1935 w Tambon Nakhon, zm. 10 lutego 2022) – tajski duchowny rzymskokatolicki, w latach 1987-2009 biskup Chiang Mai.

## Życiorys
Święcenia kapłańskie przyjął 22 grudnia 1962. 17 października 1986 został prekonizowany biskupem Chiang Mai. Sakrę biskupią otrzymał 6 stycznia 1987. 10 lutego 2009 przeszedł na emeryturę.